# Chiesa cattolica in Africa

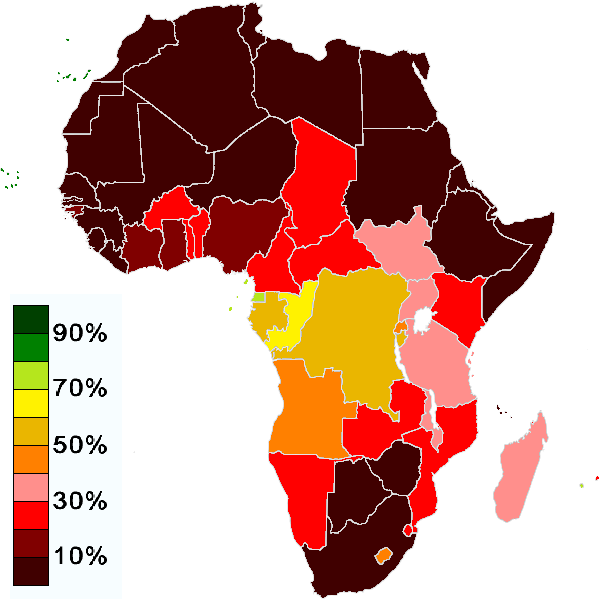
Percentuale di cattolici negli Stati africani

La chiesa cattolica in Africa è parte della Chiesa cattolica universale, sotto la guida del Papa e della Santa Sede.

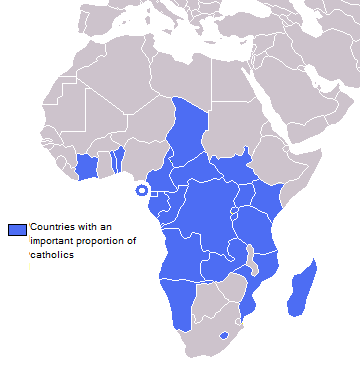
Stati con una percentuale di cattolici significativa

## Storia

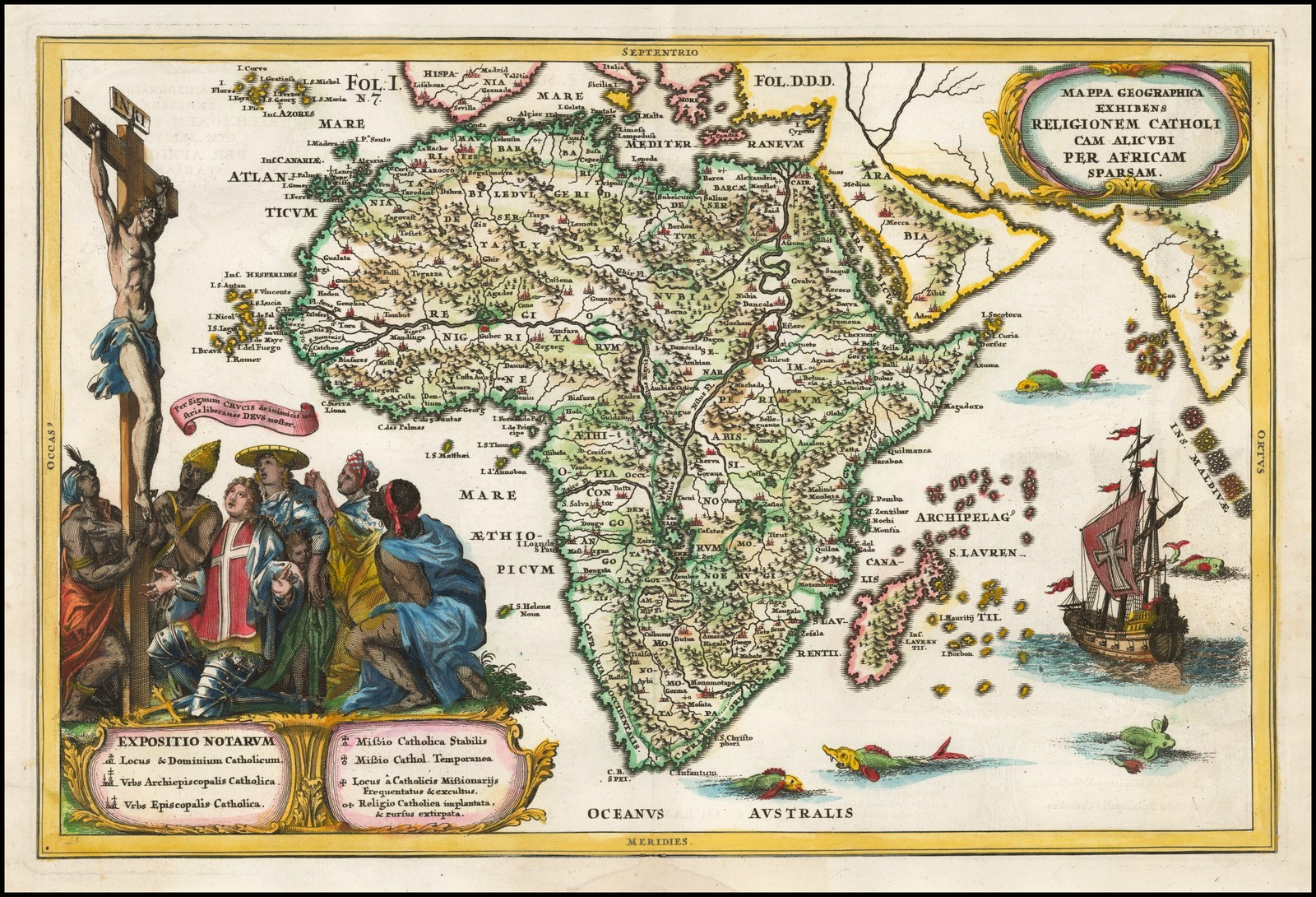
Heinrich Scherer, Mappa Geographica exhibens Religionem Catholicam alicubi per Africam sparsam, circa 1710

Ebbe uno sviluppo molto intenso nei primi secoli del Cristianesimo nell'Africa settentrionale, sia con le comunità di lingua greca legate all'Egitto, in particolare al patriarcato di Alessandria, che con la chiesa latina legata a Cartagine. Nell'Africa orientale particolare rilievo ha la Chiesa cattolica etiope, fondata nel III secolo, mentre in tutta l'Africa è diffusa la chiesa cattolica di rito latino a seguito dell'attività missionaria degli ultimi secoli.

## Stati
Lo stato africano col maggior numero di cattolici (in percentuale) è la Guinea Equatoriale, seguita da Capo Verde, Burundi, Lesotho, Congo, Angola, Ruanda e Uganda. Lo stato con la più bassa percentuale di cattolici è la Somalia.
In valori assoluti, lo stato africano che conta il maggior numero di cattolici è la Repubblica Democratica del Congo con 52 milioni di cattolici e 48 diocesi a fine 2021. Segue la Nigeria, nella quale il numero di cattolici è valutato, secondo le fonti, tra circa 30 e oltre 45 milioni; le diocesi sono 59.

## Organizzazione e istituzioni
Nel 2019 la chiesa cattolica africana comprendeva:
- 92 arcidiocesi
- 379 diocesi
- 21 vicariati apostolici
- 3 prefetture apostoliche
- 1 missione sui iuris
- 3 ordinariati militari

La popolazione cattolica ammontava a 172.950.000 fedeli pari al 17,77 % della popolazione del continente. Inoltre, al 2010, la chiesa africana contava:
- 11.092 parrocchie
- 669 vescovi
- 23.975 presbiteri diocesani
- 11.636 presbiteri religiosi
- 412 diaconi permanenti
- 25.607 seminaristi maggiori
- 50.162 seminaristi minori
- 63.731 religiose
- 807 membri di istituti secolari
- 407.250 catechisti
- 65.005 istituti scolastici
- 15.454 istituti di beneficenza